# Lago Bosumtwi
Il lago Bosumtwi o Bosomtwe è un lago craterico, l'unico naturale del Ghana, situato nella regione di Ashanti: la sua formazione è stata causata dall'impatto di un asteroide avvenuto nell'ultimo milione di anni.